# Lijst van gouverneurs van Goa
Dit is een lijst van gouverneurs van de Indiase deelstaat Goa. De gouverneur is hoofd van de deelstaat en wordt voor een termijn van vijf jaar aangewezen door de president. De rol van de gouverneur is hoofdzakelijk ceremonieel en de echte uitvoerende macht ligt bij de ministerraad, met aan het hoofd de chief minister. Goa werd een deelstaat op 30 mei 1987. Daarvoor was het een unieterritorium, dat geleid werd door een luitenant-gouverneur.

## Luitenant-gouverneurs (1961–1987)
| #  | Naam                                | Begin termijn     | Einde termijn     |
| -- | ----------------------------------- | ----------------- | ----------------- |
| 1  | K. P. Candeth (militair gouverneur) | 19 december 1961  | 6 juni 1962       |
| 2  | T. Sivasankar                       | 7 juni 1962       | 1 september 1963  |
| 3  | M. R. Sachdev                       | 2 september 1963  | 8 december 1964   |
| 4  | Hari Sharma                         | 12 december 1964  | 23 februari 1965  |
| 5  | K. R. Damle                         | 24 februari 1965  | 17 april 1967     |
| 6  | Nakul Sen                           | 18 april 1967     | 15 november 1972  |
| 7  | S. K. Banerji                       | 16 november 1972  | 15 november 1977  |
| 8  | P. S. Gill                          | 16 november 1977  | 30 maart 1981     |
| 9  | Jagmohan                            | 31 maart 1981     | 29 augustus 1982  |
| 10 | Idris Hasan Latif                   | 30 augustus 1982  | 23 februari 1983  |
| 11 | K. T. Satarawala                    | 24 februari 1983  | 3 juli 1984       |
| 12 | Idris Hasan Latif                   | 4 juli 1984       | 23 september 1984 |
| 13 | Gopal Singh                         | 24 september 1984 | 29 mei 1987       |

## Gouverneurs (sinds 1987)
| #   | Naam                      | Begin termijn    | Einde termijn    |
| --- | ------------------------- | ---------------- | ---------------- |
| 1   | Gopal Singh               | 30 mei 1987      | 17 juli 1989     |
| 2   | Khurshed Alam Khan        | 18 juli 1989     | 17 maart 1991    |
| 3   | Bhanu Prakash Singh       | 18 maart 1991    | 3 april 1994     |
| 4   | B. Rachaiah               | 4 april 1994     | 3 augustus 1994  |
| 5   | Gopala Ramanujam          | 4 augustus 1994  | 15 juni 1995     |
| 6   | Romesh Bhandari           | 16 juni 1995     | 18 juli 1996     |
| 7   | P. C. Alexander           | 19 juli 1996     | 15 januari 1998  |
| 8   | T. R. Satish Chandran     | 16 januari 1998  | 18 april 1998    |
| 9   | J. F. R. Jacob            | 19 april 1998    | 26 november 1999 |
| 10  | Mohammed Fazal            | 26 november 1999 | 25 oktober 2002  |
| 11  | Kidar Nath Sahani         | 26 oktober 2002  | 2 juli 2004      |
| wnd | Mohammed Fazal            | 3 juli 2004      | 16 juli 2004     |
| 12  | S. C. Jamir               | 17 juli 2004     | 21 juli 2008     |
| 13  | Shivinder Singh Sidhu     | 22 juli 2008     | 26 augustus 2011 |
| 14  | Kateekal Sankaranarayanan | 27 augustus 2011 | 3 mei 2012       |
| 15  | Bharat Vir Wanchoo        | 4 mei 2012       | 4 juli 2014      |
| 16  | Margaret Alva             | 12 juli 2014     | 5 augustus 2014  |
| wnd | Om Prakash Kohli          | 6 augustus 2014  | 25 augustus 2014 |
| 17  | Mridula Sinha             | 26 augustus 2014 | 2 november 2019  |
| 18  | Satya Pal Malik           | 3 november 2019  | huidig           |